# Зооксантели

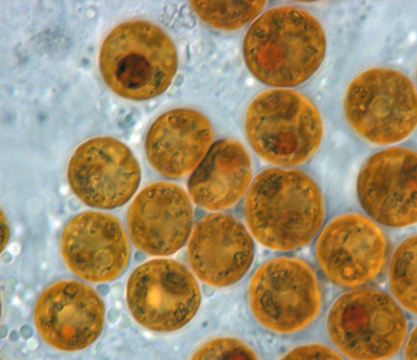
Зооксантели роду Symbiodinium

Зооксантели (лат. zooxanthellae) — група одноклітинних динофлагеллят, які здатні жити в симбіозі з різноманітними морськими безхребетними, включаючи корали, медузи і голозяброві. Найвідоміші зооксантели знаходяться в роді Symbiodinium, але деякі з них відомі в роді Amphidinium. Іншою групою одноклітинних еукаріотів, які беруть участь у подібних ендосимбіотичних відносинах як у морських, так і в прісноводних середовищах, є зоохлорели зелених водоростей.

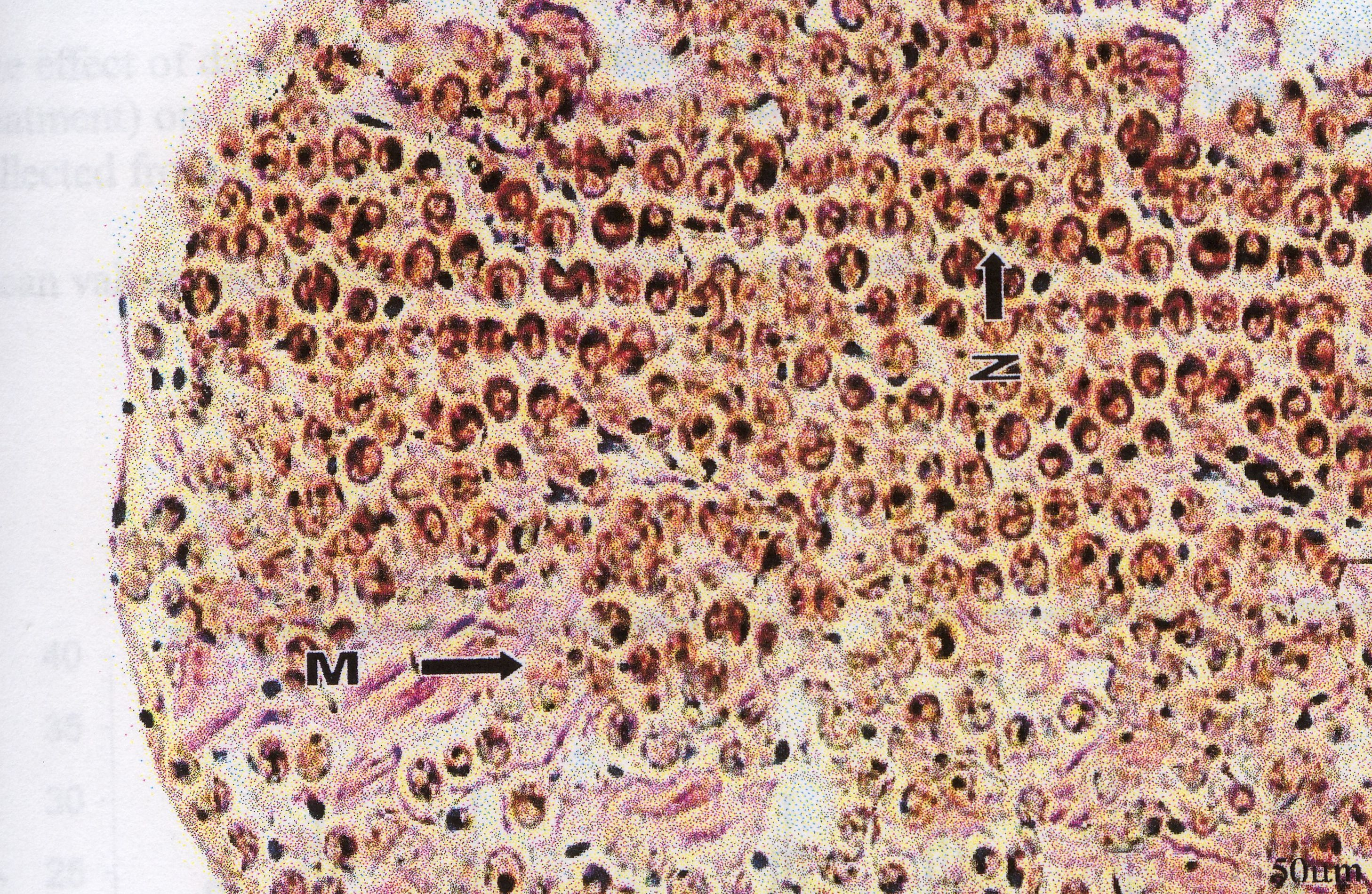
Поперечний переріз тканини мантії гігантського молюска, що показує наявність симбіотичних найпростіших

Зооксантели це фотосинтезуючі організми, які містять хлорофіл а і хлорофіл c, а також пігменти перідинін і діадіноксантин. Пігменти забезпечують жовтувате і коричневе забарвлення, яке характерне для багатьох видів господарів зооксантел. Зооксантели забезпечують своїх господарів органічними вуглецевими продукти фотосинтезу, що іноді забезпечують до 90 % енергетичних потреб їх господаря. Натомість вони отримують поживні речовини, вуглекислий газ і доступ до сонячного світла.
Зооксантели тісно пов'язані з рифоутворюючі коралами, але вони також живуть у симбіозі з іншими безхребетними і найпростішими. Серед господарів зооксантел є різні види актиній, медуз, голозябрових і двостулкових молюсків, губок і плоских червів, а також деякі види радіолярій і форамініферів.